# Tom Reuveny
Tom Reuveny (hébreu : תום ראובני ; né le 12 juin 2000) est un véliplanchiste israélien spécialisé dans les catégories RS:X et IQFoil. Il remporte une médaille d'or aux Jeux olympiques d'été de 2024.

## Biographie
Tom Reuveny né le 12 juin 2000.
Il est originaire de Rosh HaAyin. Sa mère est britannique et son père est israélien.
Il commence à naviguer à l’âge de huit ans.

## Carrière
Aux Championnats du monde iQFoil 2022 organisés à Brest, en France, Tom Reuveny termine à la quatrième place. En 2023, il remporte une médaille de bronze dans une compétition dans le cadre de la Coupe du monde de voile organisé par la Fédération mondiale de voile,.
Lors des Jeux olympiques d'été de 2024, il remporte une médaille d'or devant l'Australien Grae Morris et le Néerlandais Luuc van Opzeeland,.

## Palmarès

### Jeux olympiques
- Jeux olympiques en 2024 à Paris
  -  Médaille d'or en IQFoil

### Coupe du monde
- Coupe du monde de voile de 2023
  -  Médaille de bronze en IQFoil